# Rugby Parma F.C. 1931 2003-2004

## Super 10 2003-04

### Stagione regolare
| Incontro           | Andata | Ritorno |
| ------------------ | ------ | ------- |
| Parma — GRAN Parma | 27-21  | 17-33   |
| Rovigo — Parma     | 21-33  | 10-37   |
| Parma — Leonessa   | 37-6   | 16-12   |
| Benetton — Parma   | 43-24  | 27-21   |
| Parma — Petrarca   | 28-28  | 19-22   |
| Parma — Rugby Roma | 27-16  | 46-26   |
| Viadana — Parma    | 23-23  | 10-15   |
| Parma — Calvisano  | 13-30  | 16-30   |
| L’Aquila — Parma   | 28-26  | 8-26    |

#### Risultati della stagione regolare
| Posizione | G  | V | N | P | PF  | PS  | DP  | B | Pen | Pt |
| --------- | -- | - | - | - | --- | --- | --- | - | --- | -- |
| 4ª        | 18 | 9 | 2 | 7 | 447 | 390 | +57 | 8 | 4   | 44 |

### Fase finale
| Turno | Incontro         | Andata | Ritorno |
| ----- | ---------------- | ------ | ------- |
| SF    | Parma — Benetton | 13-13  | 6-41    |

## Coppa Italia 2003-04

### Prima fase
| Incontro           | Andata | Ritorno |
| ------------------ | ------ | ------- |
| Parma — L’Aquila   | 28-7   | 12-36   |
| Rugby Roma — Parma | 0-61   | 42-22   |
| Parma — Benetton   | 14-15  | 3-13    |
| Petrarca — Parma   | 25-38  | 10-10   |

#### Risultati della prima fase
| Posizione | G | V | N | P | PF  | PS  | DP  | B | Pt |
| --------- | - | - | - | - | --- | --- | --- | - | -- |
| 3ª        | 8 | 3 | 1 | 4 | 188 | 148 | +40 | 0 | 14 |

## European Challenge Cup 2003-04

### Turno preliminare
| Incontro    | Andata | Ritorno |
| ----------- | ------ | ------- |
| Parma — Pau | 28-33  | 6-25    |

## European Shield 2003-04

### Ottavi di finale
| Incontro           | Andata | Ritorno |
| ------------------ | ------ | ------- |
| Valladolid — Parma | 9-15   | 10-12   |

### Quarti di finale
| Incontro       | Andata | Ritorno |
| -------------- | ------ | ------- |
| Parma — Rovigo | 29-10  | 20-24   |

### Semifinale
| Incontro        | Andata | Ritorno |
| --------------- | ------ | ------- |
| Parma — Viadana | 32-42  | 27-33   |

## Verdetti
- Parma qualificato alla European Challenge Cup 2004-05.